# Gefangenenlager der Guantanamo Bay Naval Base

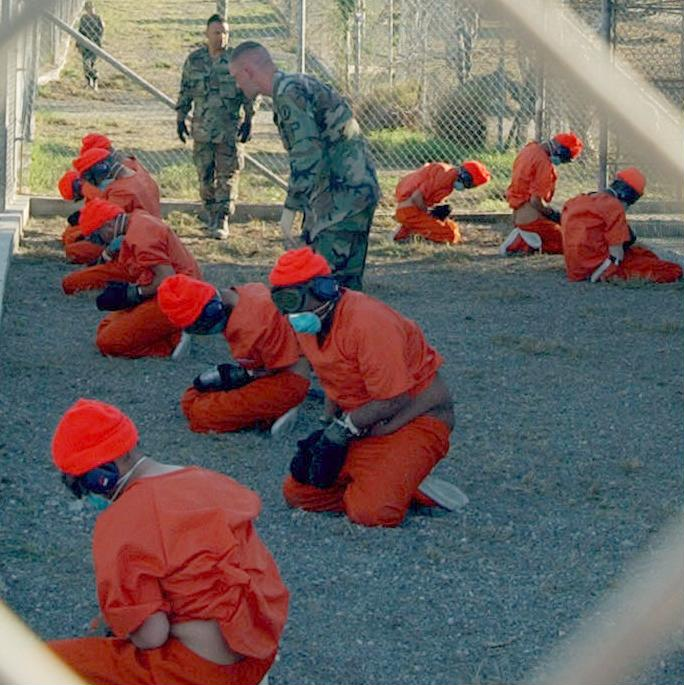
Gefangene bei ihrer Ankunft im Januar 2002

Das Gefangenenlager Guantanamo gehört zur Guantanamo Bay Naval Base, einem Marinestützpunkt der US Navy in der Guantánamo-Bucht auf Kuba. Die Bereiche zur Unterbringung der Gefangenen sind Camp Iguana und Camp Delta (mit dem Sonderteil Camp Echo). Letzteres ersetzt das mittlerweile geschlossene Camp X-Ray. Im Januar 2002 wurde nach den Terroranschlägen vom 11. September 2001 und dem darauf folgenden Krieg in Afghanistan begonnen, den Stützpunkt um ein Internierungslager für Gefangene zu erweitern. Damit war sowohl der Schutz der Vereinigten Staaten vor Terroristen als auch die Gewinnung geheimdienstlicher Erkenntnisse beabsichtigt. Die Rechtslage der Gefangenen, deren Haftbedingungen, die verwendeten Verhör- und Foltermethoden und die Verstöße gegen die Menschenrechte dort führen international zu scharfer Kritik und zu Forderungen nach Schließung. Nachdem seit 2002 insgesamt 779 Gefangene dort inhaftiert worden waren, betrug deren Zahl Anfang Januar 2025 noch 15.
Ende Januar 2025 gab US-Präsident Donald Trump die Erweiterung des bestehenden Gefangenenlagers um eine Einrichtung mit einer Kapazität von bis zu 30.000 Migranten bekannt. Wenige Tage später kamen neue Häftlinge in Guantánamo an.

## Gliederung

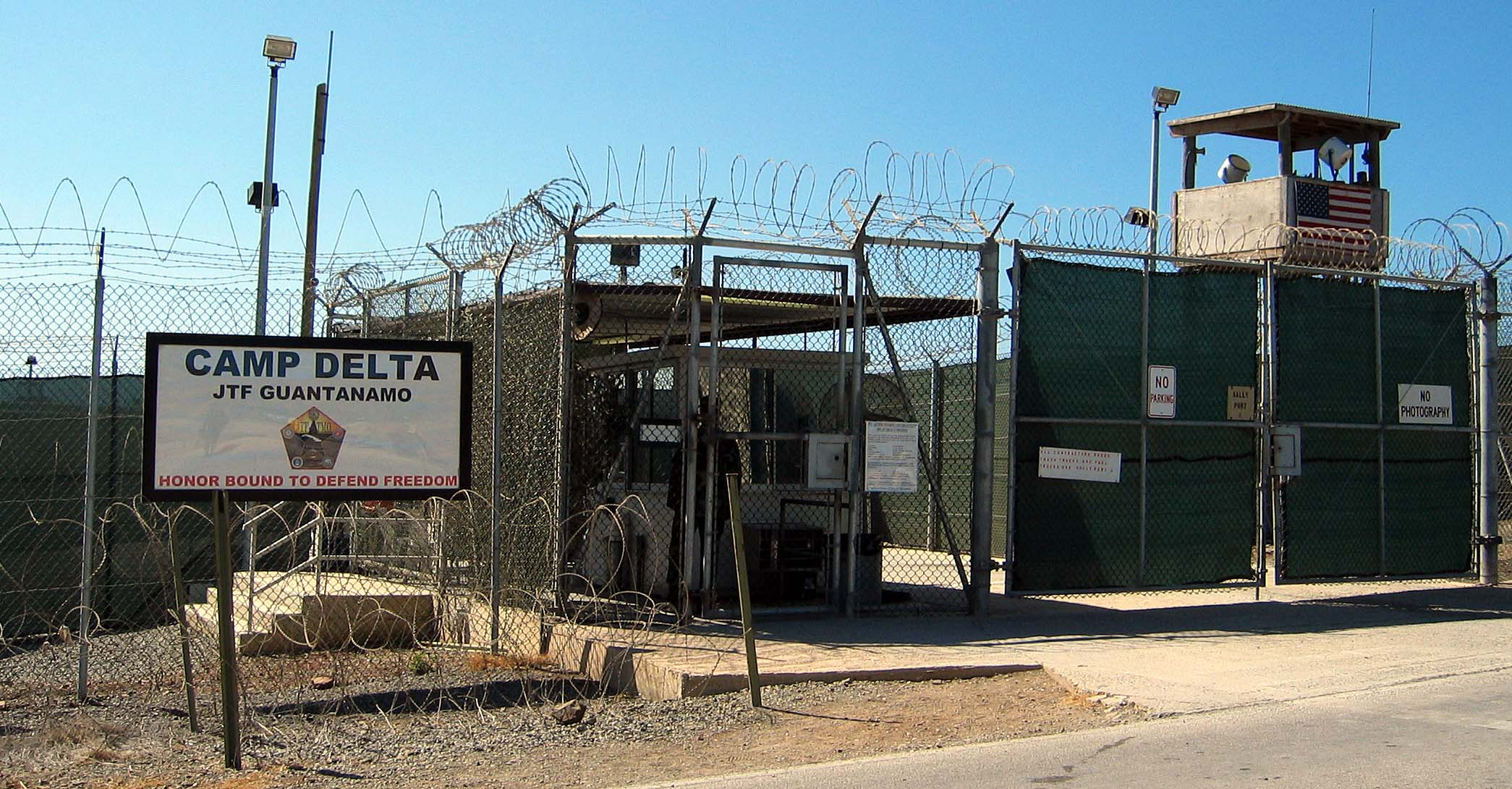
Eingang zum Camp Delta

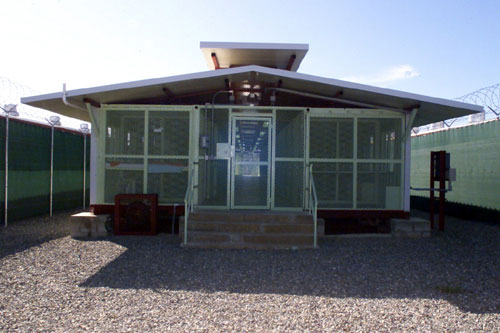
Ein Arrestblock für 48 Personen im Camp Delta, Januar 2003

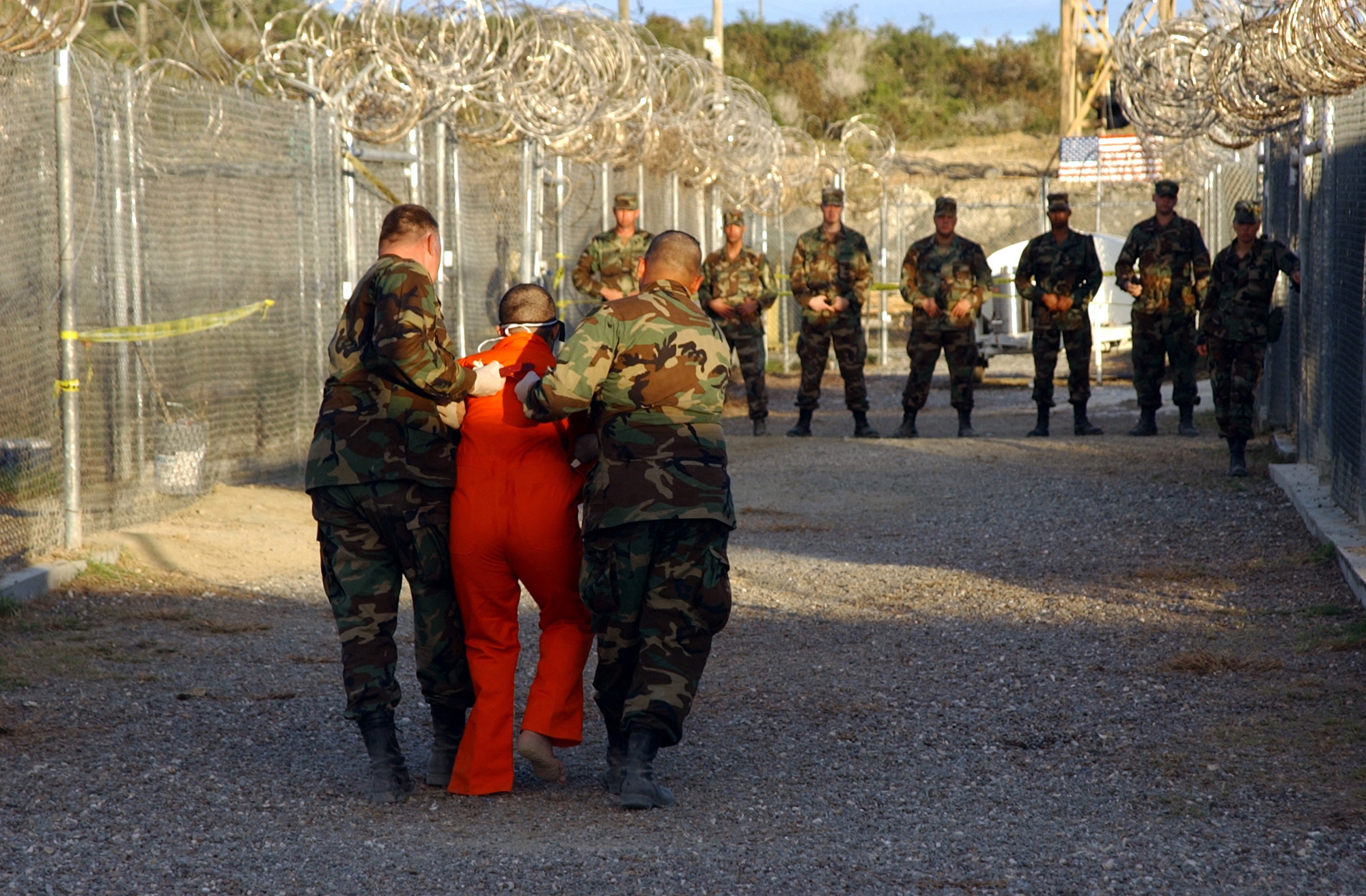
Gefangener im US-Militärgefängnis

Die Camp-Namen entstammen teilweise der NATO-Buchstabiertafel (Buchstaben des ICAO-Alphabets). Die Lager werden durch die Joint Task Force Guantanamo betrieben. Die Gefangenenlager sind wie folgt gegliedert:

### Camp X-Ray (geschlossen)
Camp X-Ray war das erste errichtete Lager: es war von Januar 2002 bis 29. April 2002 in Betrieb, hatte eine Kapazität von 320 Gefangenen und bestand zum größten Teil aus Käfigen. Diese standen in der prallen Sonne, sodass die Insassen wie auch die Wärter der jeweiligen Witterung schutzlos ausgesetzt waren. Da die Käfige von allen Seiten frei einsehbar waren, wurden die Gefangenen auch vollständig ihrer Privatsphäre beraubt. Nachdem Bilder der Internierten um die Welt gingen, wurden die Zäune des Lagers mit Tüchern verhängt, angeblich zum Schutz der Häftlinge vor Fotografen.

### Camp Delta
Weil Camp X-Ray nicht genug Kapazität hatte, wurde es 2002 durch das größere Camp Delta ersetzt. Dort wurden insgesamt 779 Personen völkerrechtswidrig festgehalten und gefoltert. Das Lager besteht noch immer und ist in sieben Lager unterteilt – die Gefangenenlager 1 bis 6 und das Camp Echo:
- Lager 5 (Echo): Hier befinden sich kleine Isolationszellen.[2]
- Lager 6: In diesem Hochsicherheitsgefängnis befanden sich Ende 2011 die meisten der noch im gesamten Lager verbliebenen 171 Gefangenen in großräumigen Gemeinschaftszellen.[2]
- Camp Platinum/Camp 7 ist ein weiterer Ausbau des Gefangenenlagers. Es befindet sich außerhalb von Camp Delta und wird von der US-Militärpolizei bewacht. Anders als in Camp X-Ray befinden sich Toiletten in den Zellen, und die Insassen haben die Möglichkeit, mit ihren Anwälten zu sprechen. Es wird für spezielle Gefangene, aber auch für Befragungen und Anwaltskontakte der Insassen genutzt. 2021 erklärte das US Southern Command, Camp 7 sei aufgelöst und die Insassen ins Camp 5 verlegt worden.[3]

### Camp Iguana
Auch das Camp Iguana ist ein ausgelagerter Komplex. Hier wurden ursprünglich Kinder interniert, was völkerrechtlich ebenfalls als verwerflich galt. Mittlerweile sind dort Gefangene untergebracht, deren Unschuld die USA anerkannt haben und deren Überführung in ihre Heimatländer derzeit als nicht möglich angesehen wird.

## Geschichte
Im Januar 2002 wurde nach den Terroranschlägen vom 11. September 2001 und dem darauf folgenden Krieg in Afghanistan begonnen, den Stützpunkt um ein Internierungslager für Gefangene zu erweitern, die von den US-Regierungen unter Bush und Obama bis März 2009 als ungesetzliche Kombattanten bezeichnet wurden. Damit war sowohl der Schutz der Vereinigten Staaten vor Terroristen als auch die Gewinnung geheimdienstlicher Erkenntnisse beabsichtigt. Das erste US-amerikanische Lager in Guantánamo hieß Camp X-Ray und bestand vom 11. Januar 2002 bis zum 29. April 2002. Es konnte maximal 320 Gefangene aufnehmen. Es wurde am 28./29. April durch das wesentlich größere Lager Camp Delta als Lager ersetzt. Misshandlungen von Gefangenen wurden am 12. März 2004 bekannt. Das Internationale Komitee vom Roten Kreuz (IKRK) bestätigte am 30. November 2004 der Folter gleichkommende Behandlung in Guantánamo. Am 18. Mai 2006 brach nach mehreren Suizidversuchen eine Revolte der Gefangenen aus, die von den Wachen niedergeschlagen wurde.
Am 22. Januar 2009 unterschrieb US-Präsident Barack Obama ein Dekret zur Schließung der Gefangenenlager innerhalb eines Jahres. Damals befanden sich auf Guantánamo noch 245 Gefangene in Gewahrsam. Unmittelbar nach dem Austausch von fünf Taliban gegen den in Afghanistan freigelassenen US-Soldaten Staff Sergeant Bowe Bergdahl Ende Mai 2014 belief sich die Zahl der verbleibenden Gefangenen im Lager auf 149. Im Juli 2021 betrug die Anzahl der Gefangenen noch 39, im Oktober 2022 noch 35.

### Suizide, Suizidversuche und Todesfälle von Gefangenen
120 Häftlinge versuchten allein im Jahr 2003 sich umzubringen.
Am 10. Juni 2006 gab die Lagerleitung bekannt, dass drei Gefangene bei Suizid durch Erhängen gestorben seien. Laut BBC kommentierte Konteradmiral Harry Harris Jr., der Lagerkommandant, dies mit der Bemerkung: „Sie haben keine Achtung vor dem Leben, weder vor unserem noch vor ihrem. Ich glaube, es war kein Akt der Verzweiflung, sondern ein Akt der asymmetrischen Kriegführung gegen uns.“ Das Pentagon gab die Namen der Verstorbenen wie folgt bekannt: Mani bin Shaman bin Turki al-Habardi, 30, und Yasser Talal Abdulah Yahya al-Zahrani, 22 (beide Saudi-Arabien) sowie Ali Abdullah Ahmed, 33 (Jemen). Die Lagerleitung wies Vorwürfe mangelnder Aufmerksamkeit damit zurück, dass die Gefangenen ihre Aktion listig verborgen hätten. Eine ordnungsgemäße Obduktion der Toten konnte nicht durchgeführt werden. Bei der Obduktion aller drei Toten fehlten nämlich Teile des Rachens, des Kehlkopfes und der Luftröhre, Organe also, deren Prüfung bei Erhängen am wichtigsten ist. Außerdem wies der rechte Handrücken des Jemeniten blaue Flecken auf, die durch eine Injektion hervorgerufen worden sein konnten. Wegen dieser Indizien kann auch eine Ermordung durch das Lagerpersonal nicht ausgeschlossen werden.
Den Suiziden waren 41 Suizidversuche vorausgegangen, die von der Lagerleitung mit zum Teil bis zu 18-monatiger Verzögerung bekannt gegeben wurden. Am 30. Mai 2007 wurde der 34-jährige Saudi-Araber Abdul Rahman Maath Thafir al-Amri tot in seiner Zelle aufgefunden. Er war im November 2001 in den Bergen von Tora Bora gefangen genommen worden und war seit Februar 2002 in Guantánamo eingesperrt. Nach Angaben des US-Militärs starb er durch Suizid. Ein anderer Häftling, der aus Bahrain gebürtige Juma Mohammed Al Dossary, kündigte nach mindestens zehn Suizidversuchen an, dass er seinem Leben weiter ein Ende setzen wolle. „Ich will dieser psychischen und physischen Folter ein Ende setzen. Ich suche nach einem Ende für mein Leben“, heißt es in einem Brief des 33-Jährigen.
Am 1. Juni 2009 wurde der 31-jährige Mohammed Ahmad Abdallah Sali tot in seiner Zelle aufgefunden. Nach Angaben des US-Militärs hatte er sich selbst getötet. Er hatte seit Februar 2002 in dem Gefangenenlager eingesessen. Adnan Latif starb im September 2012 an einer Überdosis seines Anti-Psychose-Medikaments.
Am 30. Dezember 2007 wurde der 68-jährige afghanische Gefangene Abdul Razzak von einem Arzt für tot erklärt. Er befand sich wegen einer Darmkrebserkrankung in chemotherapeutischer Behandlung. Anfang Februar 2011 starb der 48-jährige afghanische Häftling Awal Gul, der seit 2002 interniert war. Gemäß offiziellen Angaben verstarb er beim Sport, möglicherweise an einer Lungenembolie oder einem Herzinfarkt. Eine Autopsie ergab Arteriosklerose als Todesursache.

### Aufnahme von Flüchtlingen
Am 29. Januar 2025 gab US-Präsident Donald Trump ein Dekret zur Erweiterung des bestehenden Gefangenenlagers um eine Einrichtung mit einer Kapazität von bis zu 30.000 Migranten bekannt. Sechs Tage später kamen neue Häftlinge, welche vom US-Verteidigungsministerium als hochgefährlich eingestuft wurden, in Guantánamo an. Dabei handele es sich um zehn Mitglieder der transnationalen Bande Tren de Aragua aus Südamerika.

## Rechtslage der Gefangenen

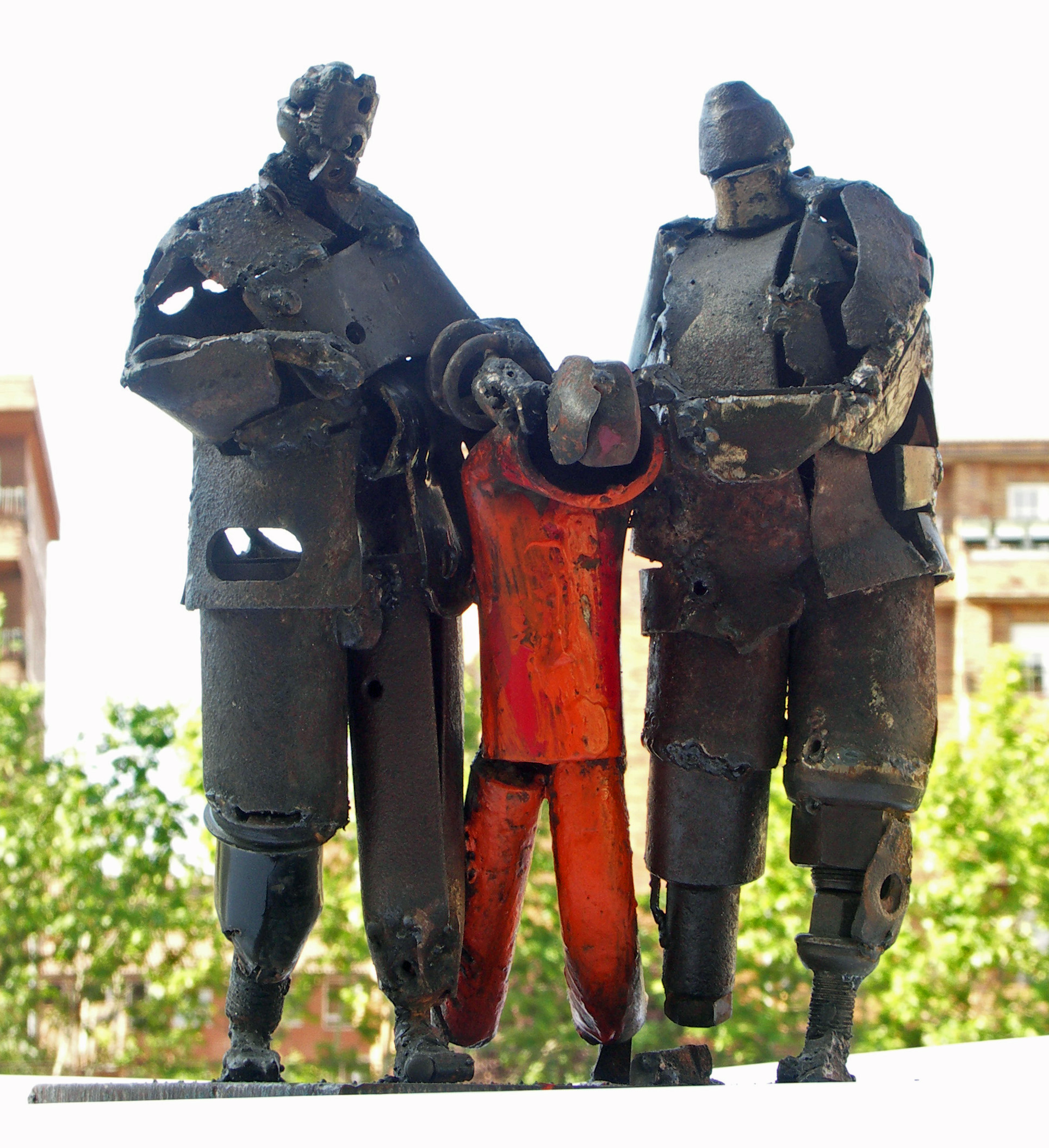
Skulptur von José Antonio Elvira über die Situation der Gefangenen im US-Lager

Den Gefangenen bleiben Rechte als Kriegsgefangene oder zivile Gefangene verwehrt. Stattdessen werden sie als so genannte unlawful combatants (ungesetzliche Kombattanten, sinngemäß ungesetzliche Kämpfer) in besonderen Lagern des Stützpunkts interniert. Die Einstufung als ungesetzliche Kombattanten wird mit Völkerrecht und Menschenrechten nach herrschender Meinung als nicht vereinbar angesehen. Der damalige Präsident der Vereinigten Staaten George W. Bush und seine engsten Mitarbeiter wussten nach Angaben des damaligen Stabschefs des damaligen US-Außenministers Colin Powell, Lawrence Wilkerson, von der Unschuld der meisten Guantanamo-Gefangenen, ließen diese aber aus politischen Gründen weiter in der Sonderhaftanstalt.
Im November 2003 kam in den internationalen Medien das mittlerweile bestätigte Gerücht auf, dass nach Guantanamo auch Kinder und Jugendliche, die während des Afghanistankrieges (2002) gefangen genommen wurden, verschleppt worden seien. Auch ihnen seien einige grundsätzliche Menschenrechte verwehrt geblieben. Im Januar 2004 wurden drei inhaftierte Jugendliche im Alter zwischen 13 und 16 Jahren nach Afghanistan zurückgebracht und freigelassen. Sie seien „keine Gefährdung mehr für die Sicherheit der Vereinigten Staaten.“
Nach einer Entscheidung des Obersten Gerichts der USA im Juni 2004 müssen die Gefangenen die Möglichkeit haben, ihre Freiheitsentziehung überprüfen zu lassen. Bis zur Beendigung der Überprüfung Ende Januar 2005 wurde der Status in 327 Fällen bestätigt. Bei den restlichen Inhaftierten steht die Entscheidung noch aus.

### Bewertung der Rechtslage, Schließungs- und Freilassungsforderungen
Joyce Hens Green, Richterin am District Court für den District of Columbia, bezeichnete in ihrem Urteil vom 31. Januar 2005 die Praxis der Internierung ohne ein ordentliches Gerichtsverfahren als illegal und als Verstoß sowohl gegen die Genfer Konventionen als auch gegen die Verfassung der Vereinigten Staaten. Inzwischen erging auch in Sachen Hamdan v. Rumsfeld eine Grundsatzentscheidung des Supreme Court. Diese verbietet die Praxis der US-Regierung, die prozessualen und materiellen Rechte der Gefangenen massiv einzuschränken, und stellt fest, dass für Sondergerichte in Form von „Militärkommissionen“ keine Rechtsgrundlage besteht.
Am 15. Februar 2006 forderte erstmals seit der Errichtung des Lagers die UN-Menschenrechtskommission in einem Sonderbericht die Auflösung der Einrichtung. Die Gefangenen seien unverzüglich einem fairen Gerichtsverfahren zuzuführen oder freizulassen. Bisher weigerten sich die USA allerdings, dieser Aufforderung nachzukommen, und beriefen sich darauf, dass sich der Bericht auf selektive Aussagen stütze.
Am 29. Juni 2006 entschied der Oberste Gerichtshof der Vereinigten Staaten, dass die Militärtribunale im Gefangenenlager Guantanamo nicht rechtens sind. Sie verstießen gegen die Genfer Konvention, das US-Militärrecht und die amerikanische Verfassung. Präsident George W. Bush habe seine Kompetenzen überschritten, urteilten die Richter im Prozess um Salim Ahmed Hamdan, der von Lieutenant Commander Charles Swift vertreten wurde.
Der Europarat forderte am 9. Januar 2007 eine sofortige Schließung des US-Lagers Guantánamo. Das Lager stelle eine eklatante Verletzung der Menschenrechte  dar, sei ein Schandfleck für die USA sowie eine Behinderung des weltweiten Kampfes gegen den Terrorismus, so der Generalsekretär der Staatenorganisation, Terry Davis. Terrorverdächtige Personen sollten entweder vor ordentliche Gerichte gestellt oder freigelassen werden.
Ende April 2011 gab es aufgrund von Dokumenten, die das Enthüllungsportal WikiLeaks veröffentlichte, Medienberichte, dass mindestens 150 Menschen unschuldig festgehalten wurden.
Im Jahr 2023 erklärten Strafverteidiger der verbliebenen 30 Insassen, dass sie glauben, dass eine Verfahrensverschleppung mit dem Ziel stattfindet, dass für die 30 als hoch gefährlich eingestuften Gefangenen kein Urteil gefällt wird, sodass die Gefangenen bis zu ihrem Lebensende inhaftiert bleiben.

### Juristische Auseinandersetzung um die Gefangenenlager
Am 10. November 2003 nahm das höchste Gericht der Vereinigten Staaten, der Supreme Court, zwei Fälle zur Entscheidung an. Dies waren die Verfahren Rasul vs. Bush und al Odah vs. Bush, die vor dem Supreme Court gebündelt verhandelt wurden (Rasul vs. Bush, 124 S. Ct. at 2686.). Im Jahr 2002 hatten Angehörige der Antragsteller in beiden Verfahren erstmals Klage vor US-Bundesgerichten eingereicht. Die Kläger im Fall Rasul vs. Bush, Shafiq Rasul, Asif Iqbal, Mamdouh Habib und David Hicks, hatten ihre Freilassung, die Unterlassung von Verhören und Zugang zu juristischer Beratung ihrer Wahl gefordert. Die zwölf Kuwaiter im Fall al Odah vs. Bush forderten vornehmlich, den genauen Grund für ihre Inhaftierung zu erfahren, rechtlichen Beistand ihrer Wahl zu bekommen und einen fairen Prozess vor einer unabhängigen Instanz. Die Bundesgerichte lehnten es ab, sich mit den Fällen zu befassen, mit der Begründung, dass man unzuständig sei. Gegen diese Entscheidungen der Bundesgerichte zogen die Kläger vor den Supreme Court. Aufgabe des Supreme Court war es nun, die Frage zu klären, ob die US-Bundesgerichte dafür zuständig seien, die Rechtmäßigkeit der Inhaftierungen der Guantanamo-Insassen zu überprüfen, nicht aber die konkrete Schuld der Antragsteller zu beurteilen.
Am 28. Juni 2004 sprach der Supreme Court das Urteil. Für die Regierungsseite, die sich sagen lassen musste, „ein Kriegszustand ist kein Blankoscheck für den Präsidenten“, war das Urteil eine klare Niederlage. Die Argumentation der Regierung, dass Guantanamo nicht amerikanisches Staatsgebiet sei und somit US-Gerichte keine Zuständigkeit besäßen, verwarfen die Richter mit dem Hinweis, dass für die Anwendbarkeit der Zuständigkeitsvorgabe bei Habeas-Corpus-Verfahren die uneingeschränkte Hoheitsgewalt maßgeblich sei, die im Fall Guantanamo bei den Vereinigten Staaten läge. Unwesentlich sei außerdem die Staatsangehörigkeit der Internierten, da Habeas Corpus grundsätzlich ohne Unterschied der Staatsangehörigkeit gelte.
In dem Verfahren wurden die Regierungsjuristen in ihren Auffassungen in keinem Punkt bestätigt. Den Fall Eisenträger vs. Johnson als Präzedenzfall anzuerkennen, bei dem es um die administrative Verhaftung deutscher Spione während des Zweiten Weltkrieges ging, lehnte der Supreme Court ab, da die Gefangenen von Guantanamo „nicht Staatsangehörige von Ländern sind, die sich mit den USA im Kriegszustand befinden, und die bestreiten, dass sie Akte der Aggression gegen die USA begangen oder geplant haben; ihnen wurde niemals Zugang zu einem Gericht gewährt, geschweige denn, dass sie für ein Vergehen angeklagt oder dieses überführt worden sind. Für mehr als zwei Jahre sind sie auf einem Territorium in Gefangenschaft gewesen, über das die USA die ausschließliche Jurisdiktion und Kontrolle ausübten.“ Folgerichtig urteilte der Supreme Court: „Die Gerichte der USA haben die Zuständigkeit, Zweifel an der Legalität der Inhaftierung ausländischer Staatsangehöriger zu untersuchen, die im Ausland in Zusammenhang mit Feindseligkeiten verhaftet wurden und die in Guantanamo inhaftiert sind.“
Für die Gefangenen bedeutete das Urteil, dass die Regierung sich aufgrund des Richterspruchs genötigt sah, sogenannte „Combatant Status Review Tribunals“ (CSRTs) einzurichten, die den Gefangenen ein Forum bieten, in dem sie gegen ihre Einstufung als „enemy combatants“ angehen können. Außerdem wurden die Gefangenen darüber informiert, dass sie fortan bei US-Bundesgerichten Rechtsmittel einlegen und auf Habeas Corpus klagen können. Um durch US-Gerichte seine Freilassung zu erreichen, muss ein Gefangener auf Guantanamo durch die Instanzen gehen, was Jahre dauern kann. Dennoch reichten die Anwälte von 60 Gefangenen auf Guantanamo Habeas-Corpus-Petitionen ein.
Einer der ersten Guantanamo-Insassen, der den durch das Rasul-Urteil eröffneten Klageweg nutzte, war Salim Ahmed Hamdan. Dieser geriet 2001 während des Afghanistan-Krieges in amerikanische Gefangenschaft. Seit Juni 2002 befindet er sich in Guantanamo. Angeblich soll Hamdan Fahrer und Leibwächter von Osama bin Laden gewesen sein. Gegen seine Inhaftierung in Guantanamo legten Hamdans Anwälte Ende 2004 Klage auf Habeas Corpus vor dem US District Court for the District of Columbia ein. Bezirksrichter James Robertson entschied, dass Hamdan gemäß der Genfer Konvention behandelt werden müsse und ein Verfahren gegen ihn gemäß dem Uniform Code of Military Justice (UCMJ) geführt werden müsse. Ein gegen Hamdan laufendes Verfahren vor einer Militärkommission setzte der Richter aus. (Hamdan v. Rumsfeld, civil action No. 04-1519 (JR))
Die Regierung legte gegen diese Entscheidung von Richter Robertson sofort Berufung ein. Vor dem Berufungsgericht konnten sich die Regierungsanwälte durchsetzen. Der US Court of Appeals for the District of Columbia stellte die Rechtmäßigkeit des Vorgehens der Regierung in Guantanamo fest. Mit dieser Entscheidung fanden sich Hamdans Anwälte nicht ab und riefen den Supreme Court an. Das höchste Bundesgericht nahm den Fall an. Zu einem Urteil kam das Gericht am 29. Juni 2006. In einer Fünf-zu-Drei-Entscheidung gelangte die Mehrheit zu der Auffassung, dass der Präsident mit der Einsetzung von Sondergerichten in Guantanamo in mehrfacher Hinsicht Rechtsverletzungen begangen habe. Die Richter bemängelten, dass der Präsident sein Sondergericht in Guantanamo nicht gemäß der Verfassung mit ausdrücklicher Genehmigung des Kongresses eingerichtet habe. Außerdem würden die Militärgerichtsverfahren, so wie sie geplant waren, nicht den Mindestanforderungen der Genfer Konvention genügen und nicht einmal den amerikanischen Normen für Militärgerichte nach dem UCMJ entsprechen. Im Ergebnis gaben die Richter mehrheitlich der Klägerseite Recht und hoben als direkte Rechtsfolge das Urteil des Berufungsgerichtes gegen Hamdan auf. Das bedeutet keineswegs, dass Hamdan freigelassen werden muss, sondern lediglich, dass er nicht von der Militärkommission auf Guantanamo rechtmäßig verurteilt werden kann. Trotzdem geht die Bedeutung des Urteils weit über den konkreten Fall hinaus. Der Fall Hamdan ist ein Präzedenzfall. Die Bush-Regierung musste nun entweder die Verfahrensregeln der Militärkommissionen der Genfer Konvention sowie dem UCMJ anpassen und sich im Kongress um Unterstützung für die Sondergerichtsbarkeit auf Guantanamo bemühen, oder sie musste ganz auf das geplante Verfahren verzichten und gegebenenfalls versuchen, Verurteilungen vor regulären Gerichten zu erreichen.
Auf eine Sondergerichtsbarkeit für Guantanamo-Häftlinge wollte die Bush-Regierung auf keinen Fall verzichten und ließ, um den Forderungen des Supreme Court nachzukommen, den Military Commission Act of 2006 in den Kongress einbringen. In Kongress und Senat stieß das Gesetz auf wenig Widerstand, obwohl es weit darüber hinausging, lediglich eine verfassungsgemäße Grundlage für die Sondergerichtsbarkeit auf Guantanamo zu schaffen. Im Repräsentantenhaus stimmte eine Mehrheit von 235 Abgeordneten, darunter 36 Abgeordnete der Demokraten, für das Gesetz. Im Senat fiel das Ergebnis mit 65 zu 34 noch deutlicher aus, wobei 12 Senatoren der Demokraten für das Gesetz und nur ein Republikaner dagegen stimmte. Laut Washington Post hatten viele Demokraten Zweifel an dem Gesetz, unterdrückten sie aber, um im laufenden Kongresswahlkampf vom politischen Gegner nicht wieder als wankelmütig im Kampf gegen den Terrorismus dargestellt zu werden: „Viele Demokraten im Kongress beschlossen, ihre Befürchtungen beiseite zu schieben und für das Gesetz zu stimmen, um nicht als weniger wachsam gegenüber den in Afghanistan, im Irak und anderswo gefassten Subjekten dargestellt zu werden.“

### Forderungen nach Schließung
Nicht nur Menschenrechtsorganisationen, sondern auch verschiedene europäische Staaten forderten die Schließung des Gefangenenlagers und allgemein eine humane Behandlung von Gefangenen in US-Gewahrsam.
- So distanzierte sich die deutsche Bundeskanzlerin Angela Merkel mit folgenden Worten von den US-Geheimgefängnissen: „Eine Institution wie Guantánamo kann und darf auf Dauer so nicht existieren. Es müssen Mittel und Wege für einen anderen Umgang mit den Gefangenen gefunden werden.“[32]
- Der britische Außenminister Jack Straw sagte Anfang 2006, er sei sicher, „dass Guantánamo demnächst geschlossen wird.“[33]
- Ursula Plassnik (EU-Ratsvorsitzende Außenministerin) bemerkte, es dürfe „keinen rechtsfreien Raum geben, für niemanden, auch nicht für mutmaßliche Terroristen.“[34]
- Das EU-Parlament sprach sich des Weiteren mit 331 zu 228 Stimmen für die sofortige Schließung Guantánamos aus. Angelika Beer (MdEP) kommentierte diesen Beschluss mit den Worten, dass „alle Foltervorwürfe gegen US-Truppen in Afghanistan […] bedingungslos aufgeklärt“ und „Verantwortliche vor Gericht gebracht werden“ müssten.[35]
- Die US-Regierung unter George Bush zeigte sich von diesen und ähnlichen Aussagen wenig beeindruckt und verteidigte die Rechtmäßigkeit des Gefangenenlagers.
- Eine Expertenkommission der UN prangerte im Jahr 2006 in Guantánamo praktizierte Folterpraktiken an.[36] Der damalige Generalsekretär der UN, Kofi Annan, schloss sich der Forderung nach einer schnellstmöglichen Schließung desselben an.[37]
- Scott McClellan, der Sprecher des Weißen Hauses, wies diese mit der Begründung „wir sprechen hier über gefährliche Terroristen“ zurück.[38]
- Am 19. Mai 2006 forderte ein UN-Komitee erneut die USA auf, Guantánamo aufgrund Verletzungen internationalen Rechts zu schließen und jegliche Form von Folter und Misshandlungen abzustellen.[39]
- US-Präsident Barack Obama trat insbesondere in seinem Präsidentschaftswahlkampf dafür ein, das Lager zu schließen.[40] Am 22. Januar 2009, zwei Tage nach seiner Amtseinführung, erließ Obama eine Anweisung, die vorsah, dass the detention facilities at Guantánamo for individuals covered by this order shall be closed as soon as practicable, and not later than 1 year from the date of this order. („die Haftanlagen in Guantánamo … so früh wie machbar geschlossen werden, allerdings nicht später als ein Jahr nach dieser Anweisung.“) Die Häftlinge auf Guantanamo shall be returned to their home country, released, transferred to a third country, or transferred to another United States detention facility in a manner consistent with law and the national security and foreign policy interests of the United States. („sollen zurück in ihre Heimatländer gebracht, freigelassen, in ein Drittland verbracht oder in einer anderen Haftanstalt der Vereinigten Staaten unter Berücksichtigung des Gesetzes, der nationalen Sicherheit und unserer außenpolitischen Interessen untergebracht werden.“) In derselben Anweisung veranlasste Obama eine individuelle Überprüfung aller verbliebenen Gefangenen sowie den Stopp aller Sondergerichtsverfahren auf Guantanamo. Außerdem befahl Obama der CIA, alle Geheimgefängnisse zu schließen. Die Gefangenen aus den Geheimgefängnissen wurden schon unter der Bush-Regierung nach Guantanamo verlegt, die Einrichtungen an sich aber nicht komplett aufgelöst. Die Bezeichnung enemy combatants für Guantanamo-Häftlinge schaffte Obama Anfang März ab. Ebenso bekräftigte die neue Regierung den Willen, bei Auslandseinsätzen der Streitkräfte fortan nur noch Personen gefangen zu nehmen, die terroristische Gruppierungen „in bedeutendem Maße“ unterstützten (substantially supported) und nicht mehr solche, die „unwissentlich oder in unbedeutendem Maße“ solche Unterstützung gewährten (provide unwitting or insignificant support).
- In seiner Rede zur nationalen Sicherheit vom 21. Mai 2009 sagte US-Präsident Barack Obama, „dass Guantánamo der moralischen Autorität [der USA] geschadet hat“ und: „Guantánamo [war] kein Instrument für die Terrorismusbekämpfung, sondern wurde zu einem Symbol, das der Al Kaida half, Terroristen für ihre Sache zu rekrutieren. Die Existenz von Guantánamo hat wahrscheinlich mehr Terroristen auf der Welt geschaffen, als jemals dort inhaftiert wurden“.[41]
- Die UN-Sonderberichterstatterin, Ní Aoláin, besuchte im Februar 2023 als erste UN-Menschenrechtsexpertin das Lager und bezeichnete im Juni 2023 in ihrem Bericht für den Menschenrechtsrat der UN die dortige Situation als „grausam, unmenschlich und herabwürdigend“.[42] Sie forderte eine Entschuldigung der US-Regierung, finanzielle Entschädigung für die Häftlinge und die Schließung des Lagers.[43] Die USA hatten eine Genehmigung für den Besuch erteilt, widersprachen aber „in wesentlichen Belangen zahlreichen sachlichen und rechtlichen Aussagen“.[44]

## Haftbedingungen
Nach AFP-Meldung vom 27. Januar 2007 äußerte sich der Anwalt mehrerer in Guantánamo gefangen gehaltener chinesischer Uiguren empört über die Bedingungen im US-Gefangenenlager. Die 17 in Guantanamo festgesetzten Uiguren würden in einem neuen Bereich des Lagers mit dem Namen „Camp 6“ in Isolationshaft gehalten, erklärte Anwalt Sabin Willett am 26. Januar 2007 in Washington. Die Gefangenschaft sei wie ein „Albtraum“: Die Uiguren verbrächten mindestens 22 Stunden pro Tag in Isolation in einer komplett aus Metall bestehenden Zelle, in der es kein Tageslicht gebe. Dies bedeute eine „unmittelbare Bedrohung“ für die Gesundheit der Gefangenen.
Parallel zur Anordnung der Schließung von Guantánamo beauftragte Präsident Barack Obama eine Untersuchungskommission, die gesamte Situation aller von den USA gefangen gehaltenen terrorverdächtigen Personen zu untersuchen. Veranschlagte Zeitdauer für diese Untersuchungen sind sechs Monate, erst wenn diese Untersuchungsergebnisse vorliegen, wird eine Entscheidung erwartet.
Einige Insassen des Gefangenenlagers Guantánamo berichteten 2009, dass sich mit der Amtsübernahme von Präsident Obama deren Situation verschlechtert habe und die Misshandlungen zugenommen hätten. Nach Einschätzung des Anwaltes Ahmed Ghappour von der Stiftung Reprieve war die deutliche Zunahme der Zahl der Misshandlungen seit Obamas Amtsübernahme darauf zurückzuführen, dass einige Aufseher vor der Schließung des Lagers „noch ihren Spaß haben“ wollten und dies offenbar nicht von höheren Stellen angeordnet worden war.

### Folter
Das Internationale Komitee des Roten Kreuzes (IKRK), die einzige humanitäre Organisation mit Befugnis, das Lager regelmäßig aufzusuchen, bezeichnete nach Berichten der New York Times bereits im Juli 2004 in einem vertraulichen Bericht an die US-Regierung die angewandten Verhörmethoden als Folter und kritisierte die Haftbedingungen scharf. Auch in wiederholten Medienberichten ist von Folter und unmenschlicher Behandlung die Rede.
Die zuständigen US-Behörden bestritten die erhobenen Vorwürfe regelmäßig und verwiesen auf die Visiten von Vertretern des Roten Kreuzes. Das IKRK darf jedoch die Richtigkeit der Vorwürfe gegen die US-Behörden weder bestätigen noch dementieren, weil die Vertraulichkeit der Berichte Voraussetzung für die Durchführung der Visiten ist.
In dem UN-Sonderbericht vom 15. Februar 2006 ist auch von Folter die Rede. Kritisiert werden der Einsatz von Hunden und die Zwangsernährung hungerstreikender Gefangener.
Am 12. Juni 2008 entschied der Supreme Court, dass die Gefangenen auch Zugang zu US-Zivilgerichten haben müssen. Auch wenn das Lager auf Kuba liege, dürfe den Gefangenen nicht der ihnen gemäß der US-Verfassung zustehende Rechtsgrundsatz des sogenannten habeas corpus act verwehrt werden.
Anfang 2004 bestätigte ein Bericht des Verteidigungsministeriums der Vereinigten Staaten die Foltervorwürfe.
- Drohung von Vernehmungsbeamten gegenüber einem Häftling, seine Familie zu verfolgen
- Verkleben des Mundes eines Häftlings mit Klebeband wegen des Zitierens von Koranversen
- Verschmieren von Flüssigkeit im Gesicht eines Häftlings unter Angabe, es handle sich um Menstruationsblut
- Anketten von Häftlingen in fetaler Position
- Koran-Schändungen
- Schlafentzug
- sensorische Deprivation

Darüber hinaus wurde die Praxis des so genannten Waterboardings als gängige Verhörmethode bezeichnet, bei der der Eindruck des Ertränkens erzeugt wird. Gefangene berichteten auch über andere Formen schwerer körperlicher und seelischer Misshandlung bis hin zur Abtrennung von Gliedmaßen.
Im Januar 2009 wurde die Anwendung von Folter in Guantanamo erstmals von einer führenden Verantwortlichen der Regierung Bush, Susan J. Crawford, betraut mit der Überprüfung von Praktiken im Umgang mit Gefangenen, bestätigt. Im Einzelnen schilderte sie die Behandlung von Mohammed al-Qahtani:
- der Gefangene habe 160 Tage lang nur Kontakt zu Personen gehabt, die ihn verhörten
- er wurde an 48 von 54 aufeinanderfolgenden Tagen 18 bis 20 Stunden lang verhört
- er wurde gezwungen, nackt vor einer Frau zu stehen, die zum Ermittlerteam gehörte
- er musste Beleidigungen über seine Mutter und seine Schwester erdulden
- er wurde mit einem Militärhund bedroht
- er musste Büstenhalter anziehen, einen Stringtanga aufsetzen und wurde mit einem Lederband, das an seinen Ketten befestigt war, wie ein Hund durch den Raum geführt, wo er Kunststücke wie ein Hund aufführen musste.[52]

In einem Bericht des spanischen Untersuchungsrichters an Spaniens Nationalem Gerichtshof Baltasar Garzón, der Ermittlungen aufgenommen hatte, um herauszufinden, wer in Guantánamo gefoltert und wer die Folterer zu ihren Taten angestiftet hat, werden weitere Details über das Bild der „unter der Autorität des amerikanischen Militärpersonals“ verübten Folter innerhalb und außerhalb des US-Sonderlagers Guantánamo genannt. Dazu gehören:
- Schläge auf die Hoden
- unterirdische Haft in totaler Dunkelheit über einen Zeitraum von drei Wochen mit Nahrungs- und Schlafentzug
- Bedrohung durch Injektionen von Zysten des Hundebandwurms
- Beschmieren von Gefangenen mit Exkrementen
- Waterboarding

Manchmal wurden die Folterungen in Anwesenheit medizinischer Fachleute durchgeführt.
Kritisch diskutiert wurden zudem die Beratertätigkeiten des Psychologen Martin Seligman für die CIA: Seligmans Theorie der erlernten Hilflosigkeit wird als Grundlage für einige der in Guantanamo Bay angewandten Foltertechniken genannt.
Ein Gutachten der Seton Hall University School of Law aus dem Jahr 2010 geht ferner der Frage nach, ob die in Guantanamo Bay vollzogene, routinemäßige Behandlung von Insassen mit dem Malariamedikament Mefloquin die Rechte der Betroffenen verletzt hat. Das Medikament zeichnet sich durch ein vergleichsweise stark ausgeprägtes neuropsychiatrisches Nebenwirkungspotenzial aus. Gleichwohl erfolgte die Verabreichung des Wirkstoffes ohne Diagnose und Abwägung möglicher Kontraindikationen. In der Presse und der medizinischen Fachwelt wurde daher spekuliert, ob Nebenwirkungen im Sinne eines „pharmakologischen Waterboardings“ möglicherweise bewusst in Kauf genommen wurden.
Präsident Barack Obama bezeichnete am 1. August 2014 die Praktiken erstmals als „Folter“ und „falsch“. Die USA müssten Verantwortung übernehmen, so Obama.
Im Jahr 2021 bezeichnete auch ein ehemaliger Angehöriger des Special Project Teams die Behandlung von Ould Slahi, an der er selbst beteiligt war, als „Folter“. Er ist das erste Mitglied des US-Militärs, das den Begriff in diesem Zusammenhang verwendete.

#### Immediate Reaction Force (IRF)
Bei den kleinsten Regelverletzungen und Zeichen von Widerstand durch Guantánamo-Häftlinge kommen die Immediate Reaction Forces zum Einsatz, die mit exzessiver Gewaltanwendung reagieren. Das sind spezielle Einheiten des US-Militärs, die offiziell aus fünf Beamten der Militärpolizei bestehen, die sich in ständiger Einsatzbereitschaft befinden, um auf Notfälle zu reagieren. Michael Ratner, der Präsident des Center for Constitutional Rights, sagt, dass die Funktion der IRFs nicht von Folter abgegrenzt werden kann.

„IRF-Teams schlagen Gefangene brutal zusammen, zwängen ihre Köpfe in Kloschüsseln, brechen ihnen die Knochen, attackieren ihre Augen bis hin zur Blendung, pressen ihre Hoden, urinieren auf ihre Köpfe, schlagen ihre Köpfe gegen den Betonboden und fesseln sie an Händen und Füßen – manchmal lassen sie Gefangene stundenlang in qualvollen Positionen gefesselt zurück.“

Laut der spanischen Untersuchungskommission versuchten bis zu 15 Personen, sich infolge der Misshandlungen durch IRF-Beamte in Camp Delta das Leben zu nehmen. Scott Horton, einer der führenden Experten für US-Militär- und Verfassungsrecht, sagte, dass diese Teams geschaffen wurden, „um den Gefangenen jeden Gedanken aus dem Kopf zu schlagen, dass sie in US-Gewahrsam frei von physischen Attacken seien“ und dass sie „von den höchsten Ebenen der Regierung Bush gebilligt wurden, einschließlich des Verteidigungsministers und bei externer Beratung durch das Justizministerium“. Laut des Vizepräsidenten unter Bush Dick Cheney wusste Bush Bescheid über das Folterprogramm und segnete es ab.
Der Guantánamo-Anwalt Ahmed Ghappour sagte, seine Klienten hätten von einer „Steigerung des Missbrauchs“ seit der Wahl Obamas zum US-Präsidenten berichtet, einschließlich „Schlägen, dem Verrenken von Gliedmaßen, dem Einleiten von Pfefferspray in geschlossene Zellen, dem Besprühen von Klopapier mit Pfefferspray und der übermäßig gewaltsamen Zwangsernährung von Gefangenen, die sich im Hungerstreik befinden“.

### Vorstöße zur Strafverfolgung von Folterern
Im Auftrag von 12 gefolterten Gefangenen des Lagers stellte der Menschenrechtsanwalt Wolfgang Kaleck 2010 beim deutschen Generalbundesanwalt Anzeige wegen Folter gegen Ex-Verteidigungsminister Donald Rumsfeld, Ex-Justizminister Alberto Gonzales, Ex-CIA-Direktor George Tenet und den früheren Truppenkommandeur Ricardo S. Sánchez. Rechtsgrundlage ist das Weltrechtsprinzip, das die internationale Strafverfolgung von Verbrechen gegen die Menschlichkeit gebietet. Die erste Anzeige dieser Art von 2005 hatte die Bundesanwaltschaft 2007 zurückgewiesen, weil sie nicht zuständig sei und Ermittlungen in den USA selbst aufgenommen werden müssten.

## Gefangene
Nach der US-amerikanischen Invasion in Afghanistan im Jahr 2002 wurden insgesamt 779 Personen aus mehr als 40 Ländern als mutmaßliche Mitglieder aus den Reihen der Taliban und der Al-Qaida nach Guantanamo gebracht. Anfang Juni 2014 betrug die Zahl der verbliebenen Gefangenen noch 149. Von den fünfzig Nationalitäten der Gefangenen stellen Afghanen die größte Gruppe (29 Prozent), gefolgt von Saudis (17 Prozent), Yemeniten (15 Prozent), Pakistanis (9 Prozent) und Algeriern (3 Prozent).
Am 17. Juni 2013 veröffentlichte The Miami Herald eine vom Verteidigungsministerium aufgrund einer FOIA-Anfrage bzw. Bundesklage des Heralds herausgegebene Liste von 48 “indefinite detainees” (deutsch: „unbegrenzt Inhaftierten“), die gemäß der Authorization for Use of Military Force Against Terrorists von der Obama-Administration festgehalten werden. Zwei von ihnen waren zu diesem Zeitpunkt bereits in Guantanamo gestorben.
Im Jahr 2023 gab es noch 30 Insassen, die alle als besonders gefährlich eingestuft wurden. Davon wurden im Laufe des Jahres 2024 vier entlassen und abgeschoben, sodass zum Jahreswechsel 2024/2025 die Zahl der Gefangenen noch 26 betrug. Deren Zahl betrug Anfang Januar 2025, vor Amtsantritt von Donald Trump, noch 15.

### Der Fall der 22 Uiguren
Mehrere chinesische Uiguren in Guantánamo, die von „Kopfgeldjägern“ als vermeintliche Terroristen an die USA übergeben worden waren, konnten lange nicht entlassen werden, da kein Land sie aufnehmen wollte. Fünf von ihnen wurden im Mai 2006 von Albanien als politische Flüchtlinge aufgenommen. 17 weitere Uiguren blieben in Guantanamo inhaftiert, obwohl sie bereits im Juni 2008 vom Terrorverdacht freigesprochen worden waren. Über eine Anwältin versuchten die Gefangenen, ihre Ausreise nach Deutschland zu erwirken, der Heimat der europaweit größten uigurischen Minderheit. Die Innenministerkonferenz lehnte die Aufnahme der Männer jedoch ab. Der niedersächsische Innenminister Uwe Schünemann erklärte, dass die Guantanamo-Uiguren „alle in Terrorcamps“ gewesen seien. Bundesinnenminister Wolfgang Schäuble forderte zudem „eine persönliche Beziehung [der] ehemaligen Guantanamo-Insassen nach Deutschland“. 2009 sicherte der Pazifikstaat Palau die Aufnahme der 17 Männer zu. Palau erkennt die Volksrepublik China nicht an und unterhält diplomatische Beziehungen zur Republik China (Taiwan). Tatsächlich nahm Palau lediglich sechs Uiguren auf. Weitere Mitglieder der Gruppe konnten auf die Bermudas, in die Schweiz und nach El Salvador ausreisen. Die letzten drei der ursprünglich 22 uigurischen Guantanamo-Häftlinge wurden nach ihrer Entlassung Anfang Januar 2014 von der Slowakei aufgenommen.

### Der Fall Murat Kurnaz
Der Fall Murat Kurnaz sorgte in Deutschland für Aufsehen, weil die damalige Bundesregierung nicht alles unternommen hatte, um diesen vor wahrscheinlicher Folter zu bewahren. Die Süddeutsche Zeitung berichtete am 15. Dezember 2005 über die Vernehmung des in Bremen geborenen türkischen Staatsbürgers Kurnaz, der seit 2001 in Guantanamo festgehalten wurde, durch den deutschen Nachrichtendienst. Die Karlsruher Bundesanwaltschaft stellte bereits im Frühjahr 2002 ein Ermittlungsverfahren gegen ihn ein, weil es „keinen Hinweis auf radikal-fundamentalistische Vorgangsweisen“ gebe. So sah es auch die Richterin in Washington, D.C. Kurnaz hatte sich schon seit 2001 im Camp befunden und wurde nach Angaben seines US-amerikanischen Anwalts vom US-Militär „physisch, psychisch und sexuell gefoltert“, wie auch aus Berichten zu entnehmen ist. Da Kurnaz kein deutscher Staatsbürger ist, hatte die deutsche Bundesregierung eigenen Angaben zufolge nur sehr begrenzte Möglichkeiten, selbst einzuschreiten. Im Bericht des CIA-Sonderausschusses des Europäischen Parlaments wird festgestellt, die deutsche Bundesregierung habe 2002 ein Angebot der Vereinigten Staaten, Kurnaz freizulassen, ausgeschlagen. Dies sei geschehen, obwohl die Nachrichtendienste beider Staaten von seiner Unschuld überzeugt waren. Die Türkei schien sich nicht um die Freilassung von Kurnaz zu bemühen. Kurnaz war kurz nach den Anschlägen vom 11. September 2001 nach Pakistan gereist, um eine Koranschule zu besuchen, hatte sich dadurch verdächtig gemacht und wurde gegen Kopfgeld an die USA verkauft. Viele der dortigen Koranschulen gelten als Kaderschmieden der Taliban. Am 24. August 2006 wurde der Gefangene nach fünf Jahren Haft schließlich freigelassen und traf am selben Tag auf dem Militärflugplatz Ramstein in Deutschland ein.
Neue Aufmerksamkeit erhielt der Fall zuletzt 2007 durch das Buch Fünf Jahre meines Lebens. Ein Bericht aus Guantanamo von Murat Kurnaz, in dem er von Foltermethoden an Mitgefangenen berichtet, die zum Verlust ganzer Gliedmaßen führten. 2013 erschien die Verfilmung 5 Jahre Leben.

### Liste bekannter Gefangener
| Name                                                       | Herkunftsland                                        | Vorwürfe | Anklage und Verurteilung                                                                                                   | Verhaftung               | Entlassung | Sonstiges | Quelle        |
| ---------------------------------------------------------- | ---------------------------------------------------- | --- | --- | ------------------------ | --- | --- | ------------- |
| Jamal al-Harith (Ronald Fiddler / Abu Zakariya al-Britani) | Großbritannien                                       | mutmaßlicher Taliban-Kämpfer | ohne Prozess oder Anklage                                                                                                  | 2001, Pakistan           | 2004 | erstritt eine Entschädigung von 1 Mio. Pfund, tötete sich als Selbstmordattentäter des IS 2017 in der Schlacht um Mossul im Irak. | [ 85 ]        |
| Ruhal Ahmed                                                | Großbritannien                                       | | ohne Prozess oder Anklage                                                                                                  | Anfang 2002, Afghanistan | März 2004 | Seine Erfahrungen wurden im Kinofilm The Road to Guantanamo des Regisseurs Michael Winterbottom verfilmt und er nahm an einer Kampagne gegen Folter von Amnesty International teil. | [ 86 ]        |
| Mehdi Ghezali                                              | Schweden                                             | | | Januar 2002, Pakistan    | Juli 2004 | |               |
| Ould Slahi                                                 | Mauretanien                                          | An den Terroranschlägen auf die Botschaften der Vereinigten Staaten in Daressalam und Nairobi soll er logistisch beteiligt gewesen sein. 1999 planten arabische Terroristen einen Anschlag auf den Los Angeles International Airport. Der Sprengstoff wurde auf einer Fähre an der kanadischen Grenze entdeckt. Auch diesen Anschlag soll Ould Slahi mitgeplant haben. Im Herbst 1999 soll er in seiner Wohnung in Duisburg mindestens zwei der Flugzeugentführer der Terroranschläge am 11. September 2001 angeworben haben. | ohne Prozess oder Anklage                                                                                                  | August 2002, Mauretanien | 17. Oktober 2016 | Über seine Erlebnisse in der Gefangenschaft schrieb er ein Tagebuch, das noch während seiner Haftzeit in mehreren Sprachen veröffentlicht wurde. Nach Ende seiner Gefangenschaft wurde mit The Mauritanian die Zeit seiner Gefangenschaft verfilmt. Slahi war angeblich der „meistgefolterte[r] Mann in Guantánamo“. |               |
| Abdul Haq Wasiq                                            |                                                      | ehemals stellvertretender Geheimdienstchef | |                          | Mai 2014 | Gefangenenaustausch gegen den US-Soldaten Bowe Bergdahl |               |
| Mullah Norullah Nori                                       |                                                      | ehemals Kommandeur in Masar-e Scharif | |                          | Mai 2014 | Gefangenenaustausch gegen den US-Soldaten Bowe Bergdahl |               |
| Khirullah Said Wali Khairkhwa                              |                                                      | ehemals Innenminister mit direkten Verbindungen zu Mohammed Omar und Osama bin Laden | |                          | Mai 2014 | Gefangenenaustausch gegen den US-Soldaten Bowe Bergdahl |               |
| Mohammed Nabi                                              |                                                      | ehemals Sicherheitschef von Qalat in der Provinz Zabul und später Funker im Kommunikationsbüro der Taliban in Kabul | |                          | Mai 2014 | Gefangenenaustausch gegen den US-Soldaten Bowe Bergdahl |               |
| Mohammad Fazl                                              |                                                      | von Human Rights Watch als Mittäter bei Kriegsverbrechen aus dem Jahr 2000 und 2001 gegen die schiitische Bevölkerung bezeichnet. | |                          | Mai 2014 | Gefangenenaustausch gegen den US-Soldaten Bowe Bergdahl | [ 88 ] [ 89 ] |
| Abdul Hadi al-Iraqi                                        | Irak (ethnischer Kurde)                              | hochrangiges Mitglied von al-Qaida | | April 2007               | | |               |
| Abu Sufian Ibrahim Ahmed Hamuda bin Qumu                   | Libyen                                               | | |                          | | | [ 90 ]        |
| Ramzi Binalshibh                                           | Jemen                                                | führender Kopf der Hamburger Terrorzelle | Anklage im Mai 2012 | September 2006, Pakistan | | |               |
| Salim Ahmed Hamdan                                         | → Hauptartikel : Hamdan gegen Rumsfeld               | | im August 2008 zu fünfeinhalb Jahren Haft verurteilt. Das Urteil wurde Oktober 2012 von einem Berufungsgericht aufgehoben. |                          | Die Strafe wurde mit seiner Zeit in Guantánamo-Gefangenschaft verrechnet und Hamdan 2008 in sein Heimatland Jemen entlassen. Von dort aus setzte er seinen Kampf gegen das Urteil fort. | | [ 93 ]        |
| Murat Kurnaz                                               | türkischer Staatsbürger, aufgewachsen in Deutschland | | | Dezember 2001, Pakistan  | August 2006 | |               |
| Mullah Abdul Salam Zaeef                                   |                                                      | ehemaliger Talibanbotschafter in Pakistan | |                          | September 2005 | |               |
| Chalid Scheich Mohammed                                    | Pakistan                                             | hochrangiges Mitglied der Al-Qaida, Chefplaner der Terroranschläge am 11. September 2001 | Anklage im Mai 2012, seit 2013 Verfahrensunterbrechung                                                                     | März 2003, Pakistan      | | Teil der Guantanamo Five, ist vollständig geständig, wurde mindestens 183 mal durch Waterboarding in Polen gefoltert \| |               |
| Abu Subaida                                                | Palästinenser, aufgewachsen in Saudi-Arabien         | | | März 2002, Pakistan      | | |               |
| Ajamel Ameziane                                            | Algerien                                             | | | 2002                     | | legte im August 2008 Beschwerde gegen andauernde Haftbedingungen und Folter ein (Center for Constitutional Rights) |               |
| Gouled Hassan Dourad                                       | Somalia                                              | von der Al-Ittihad al-Islami, der Verbindungen zur al-Qaida nachgesagt werden. | |                          | 2004 | |               |
| Baschir Bin Lap (alias „Lillie“)                           | Malaysia                                             | soll Mitglied der Terrororganisation Jemaah Islamiya sein. | |                          | | |               |
| Riduan Isamuddin Hambali                                   | Indonesien                                           | soll Mitglied der Terrororganisation Jemaah Islamiya sein. | |                          | | |               |
| Abd al-Rahim al-Naschiri                                   | Saudi-Arabien                                        | | November 2002 |                          | | |               |
| Moazzam Begg                                               | Vereinigtes Königreich                               | | |                          | 2005, Rückkehr nach Birmingham | |               |
| David Hicks                                                | Australien                                           | | wurde am 31. März 2007 als erster Guantánamo-Häftling verurteilt                                                           |                          | saß seine Haftstrafe in einem Hochsicherheitsgefängnis in Adelaide (Australien) ab (bis Dezember 2007)                                                                                  | |               |
| Sami Al-Haj                                                | Sudan                                                | | | Dezember 2001, Pakistan  | Mai 2008 | Kameramann von Al Jazeera, im Dezember 2001 auf dem Weg nach Afghanistan gefangen genommen und als ein feindlicher Kämpfer nach Guantánamo verschleppt. Er war der einzige bestätigte Medienvertreter dort. \| |               |
| Omar Khadr                                                 | Kanada (afghanischer Familienhintergrund)            | Tötung eines US-Soldaten | | Juli 2002,               | September 2012 | wurde Ende September 2012 im Alter von 26 Jahren in das Hochsicherheitsgefängnis Millhaven Institution in Bath in der Provinz Ontario verlegt. 2015 folgte die Haftentlassung unter Bewährungsauflagen. 2017 erhielt er von der kanadischen Regierung eine Entschädigung von 10,5 Millionen Kanadische Dollar.       | [ 97 ]        |
| Lakhdar Boumediene                                         | Algerien, bosnische Staatsbürgerschaft angenommen    | Planung eines Anschlags auf die US-Botschaft in Bosnien | Freispruch durch ein ziviles Strafgericht                                                                                  | 20. Januar 2002, Bosnien | 15. Mai 2009 | offenbar siebeneinhalb Jahre unschuldig inhaftiert, Kläger im Präzedenzfall Boumediene vs. Bush |               |

## Prozesse gegen einzelne Gefangene, Verurteilungen, Freilassungen
Am 26. März 2007 begann der erste Prozess gegen einen Insassen des Lagers. Dem Australier David Hicks wurden die Unterstützung einer Terrororganisation sowie die Unterstützung der Vorbereitung oder Ausführung eines terroristischen Akts vorgeworfen. Der Australier, der 1999 zum Islam konvertierte, bekannte sich der materiellen Unterstützung von Terroristen schuldig.
Nach fünf Jahren des Bestehens des Gefangenenlagers (2007) wurden lediglich vier Gefangene vor einem regulären Gericht angeklagt und nur einem davon, David Hicks, der Prozess gemacht.
Eine Untersuchung der Pentagondokumente ergab, dass 55 % der nach Guantanamo verbrachten Gefangene keiner feindseligen Handlung gegen die USA beschuldigt werden. Nur 8 % werden beschuldigt, für eine terroristische Gruppierung gekämpft zu haben. 86 % wurden von der Nordallianz oder pakistanischen Behörden gefangen genommen und an die US-Streitkräfte übergeben, als diese hohe Kopfgelder für die Gefangennahme von vermutlichen Terroristen zahlten.
Am 20. November 2008 ordnete der US-Bundesrichter Richard Leon an, fünf Algerier, die im Oktober 2001 verhaftet und im Januar 2002 an die USA ausgeliefert wurden, sofort freizulassen. Die Männer dürften nicht mehr als „feindliche Kämpfer“ festgehalten werden, da es keine Beweise gebe, dass sie in Anschlagspläne gegen die USA verstrickt gewesen seien. Derselbe Richter lehnte am 28. Januar 2009 den Antrag des seit mehr als sieben Jahren auf Guantanamo festgehaltenen Jemeniten Ghaleb Nassar Al Bihani auf Freilassung ab. Dieser hatte nach eigenen Angaben als Küchenhilfe bei den Taliban gearbeitet und selbst nie einen Schuss aus einer Waffe abgegeben. Richter Leon entschied, dass Al Bihani zu Recht als feindlicher Kämpfer einzustufen sei, da schon Napoleon gesagt habe, dass jede Armee auf ihrem Magen marschiere.
Im Mai 2012 wurde Anklage gegen fünf Beschuldigte erhoben: den Saudi-Araber Mustafa Ahmed al-Hawsawi, die Pakistaner Chalid Scheich Mohammed und Ali Abd al-Asis Ali sowie die Jemeniten Ramzi Binalshibh und Walid Bin Attash. Ihnen wird eine Beteiligung an den Terroranschlägen des 11. Septembers 2001 vorgeworfen.
Pressevertretern, Menschenrechtsanwälten und Angehörigen der Opfer der 9/11-Terroranschläge ist es (Stand 2023) gestattet, den Verfahren beizuwohnen.

### Liste verurteilter Gefangener
- Ahmad Chalfan al-Ghailani, gebürtiger Tansanier, Beteiligung an den Terroranschlägen auf die US-Botschaften in Kenia und Tansania, lebenslange Haftstrafe[102]
- David Hicks, Australier, sieben Jahre Haft
- Salim Hamdan, Jemenit, früherer Fahrer von Bin Laden, fünfeinhalb Jahre Haft
- Ali Hamza al-Bahlul, Jemenit, lebenslange Haft, befindet sich noch im Lager[103]
- Majid Shoukat Khan, Pakistani, 26 Jahre[12]
- Ibrahim al-Qosi, Sudanese, 14 Jahre[104]
- Omar Khadr, Kanadier, 8 Jahre
- Noor Uthman Muhammed, Sudanese, zwei Jahre und 10 Monate[105]
- Ahmed al-Darbi, Saudi, 13 Jahre[106]

### Überstellungen und Freilassungen
- 2004 wurden 200 Gefangene entlassen, ohne dass ihr Status als ungesetzlicher Kombattant formell überprüft wurde.
- Der 2005 in sein Heimatland Kuwait überstellte Abdallah Salih al-Ajmi verübte 2008 in Mossul ein Selbstmordattentat, nachdem ein kuwaitisches Gericht ihn vom Terrorvorwurf freigesprochen hatte.[107]
- Im Juni 2006 wurden 14 saudische Gefangene freigelassen und nach Saudi-Arabien geflogen, darunter Othman Ahmad Othman al-Ghamdi, der dort auf der Liste der meistgesuchten Terroristen stand.[108]
- 2010 meldeten saudische Behörden, dass 25 der bis dahin 120 überstellten Gefangenen trotz eines Rehabilitationsprogrammes sich wieder dem Terrorismus zugewandt hätten.[109]
- Ibrahim al Qosi, der als Fahrer und Koch für Bin Laden gearbeitet hatte, bekannte sich im Rahmen einer Verständigung im Strafverfahren der Terror-Unterstützung schuldig, wurde verurteilt, in sein Heimatland Sudan abgeschoben[110] und schloss sich dort wieder al-Kaida an.[111]
- 2010 verkündete das deutsche Innenministerium, dass zwei Insassen in Rheinland-Pfalz bzw. Hamburg eingesiedelt wurden.[112]
- 2014 wurden fünf seit 2001 inhaftierte afghanische Taliban im Rahmen eines Austauschs gegen den 2009 in Afghanistan in Gefangenschaft geratenen US-Soldaten Bowe Bergdahl nach Katar ausgeflogen.[113]
- Im Januar 2016 wurde Majid Mahmud Abdu Ahmad vom Periodic Review Board angehört;[114] die abschließende Beurteilung kommt zur Einschätzung, dass der jemenitische Taliban keine wesentliche Bedrohung mehr sei und empfahl die Überstellung in ein arabischsprachiges Aufnahmeland.[115]
- Ein britischer Konvertit namens Jamal al-Harith war 2002 bis 2004 in Guantanamo und nach seiner Freilassung etwa zehn Jahre in Großbritannien. Dann ging er nach Syrien, um sich dem IS anzuschließen. Am 20. Februar 2017 lenkte er ein mit Sprengstoff beladenes Auto vor einen irakischen Militärstützpunkt südwestlich von Mossul und sprengte sich mit dem Auto in die Luft.[116]
- Majid Khan, der für al-Qaida als Kurier tätig war, hat 2023 seine Strafe verbüßt und wurde entlassen, da Belize sich bereit erklärt hat, ihn aufzunehmen.
- Im Januar 2025 wurden 11 Gefangene aus Jemen, die weder angeklagt noch verurteilt wurden, von Oman aufgenommen.[117][118]

## Schließungspläne und Betriebskosten
Präsident Bush kündigte mehrmals an, das Gefangenenlager zu schließen, sobald das Oberste Gericht über den Ort der Strafprozesse entschieden habe.
Als eine seiner ersten Amtshandlungen als neuer US-Präsident verfügte Barack Obama am 20. Januar 2009 die Aussetzung aller Verfahren vor dem Militärtribunal. Die neue Regierung wolle die Rechtmäßigkeit der Verfahren überprüfen lassen. Zwei Tage später unterschrieb er ein Dekret zur Schließung des Gefangenenlagers innerhalb eines Jahres und ein Dekret zum Verbot „harter Verhörmethoden“. Außerdem befahl er mit sofortiger Wirkung die Schließung aller CIA-Geheimgefängnisse (black sites). Man wolle sich zukünftig an die Genfer Konventionen zum Umgang mit Kriegsgefangenen halten.
Die Umsetzung der präsidialen Anordnung zur Schließung stieß auf Schwierigkeiten. Probleme gab es vor allem damit, Staaten zu finden, die bereit waren, ehemalige Guantanamo-Gefangene aufzunehmen. Schwierig war es dabei insbesondere, aufnahmewillige Länder für jene Guantanamo-Insassen zu finden, die aus humanitären Gründen nicht in ihre Heimatländer abgeschoben werden können.
Der US-Senat lehnte es 2009 mit 90 zu 6 Stimmen ab, Gelder zur Schließung Guantanamos zur Verfügung zu stellen. Die Regierung müsse erst einen detaillierten Plan vorlegen, was mit den noch verbliebenen 240 Guantanamo-Insassen geschehen solle, vor allem, wo die Häftlinge inhaftiert werden sollen, die nicht freigelassen werden könnten. Überparteilich gab es eine starke Gruppe im Kongress, die auf jeden Fall verhindern will, dass auch nur ein einziger ehemaliger Guantanamo-Insasse auf amerikanischem Boden inhaftiert wird oder gar in den Vereinigten Staaten Asyl erhält; dies sei ein unkalkulierbares Sicherheitsrisiko. Die Republikaner brachten hierzu einen Gesetzesentwurf in den Kongress ein, den Keep Terrorists Out of America Act. „Es scheint jetzt weitgehend Konsens zu sein, dass Guantanamo geschlossen werden muss“, sagte Matthew C. Waxman, der unter Bush als Staatssekretär im Verteidigungsministerium zuständig für Gefangenenfragen war. Es blieb das Problem, was mit den Guantanamo-Insassen geschehen soll.
Mehrere europäische Staaten boten an, als unschuldig eingestufte Häftlinge bei sich aufzunehmen. Auch in Deutschland wurde diese Möglichkeit diskutiert. Hierbei ging es meist um uigurische Häftlinge, da in Deutschland die mit Abstand größte uigurische Gemeinschaft außerhalb Chinas lebt. Monika Lüke, damalige Generalsekretärin von Amnesty International Deutschland, forderte Kanzlerin Merkel dazu auf, einem Teil der von den US-Behörden als unschuldig und ungefährlich eingestuften Häftlinge von Guantanamo Bay in der Bundesrepublik Asyl zu geben. Die Bundesregierung signalisierte Gesprächsbereitschaft. 2009 wurden fünf uigurische Guantanamo-Insassen nach Albanien, vier nach Bermuda und sechs nach Palau entlassen. Die Schweiz nahm im Januar 2010 einen Usbeken, im März 2010 zwei uigurische Brüder auf. Im Mai 2010 wurde bekannt, dass die Bundesrepublik entgegen anders lautenden Erklärungen doch Häftlinge aufnehmen werde, im Juli 2010 bestätigte das Innenministerium die Aufnahme von zwei ehemaligen Guantanamo-Häftlingen.
Nach einem Bericht des amerikanischen Geheimdienstdirektors James Clapper seien etwa ein Viertel der 598 entlassenen Häftlinge „mit Sicherheit bzw. hoher Wahrscheinlichkeit“ zum Terrorismus zurückgekehrt, was es für den Präsidenten schwerer mache, das Lager zu schließen. Außerdem könne nicht ausgeschlossen werden, dass ein Großteil der Internierten nach ihrer Entlassung nicht freundlich gegenüber den Vereinigten Staaten eingestellt wäre.
Bis September 2016 hatten sich nach Clappers Einschätzung zahlreiche Guantanamo-Gefangene nach ihrer Entlassung als Kämpfer militanten Gruppen angeschlossen. Darunter:
- 113 von 532 Gefangenen, die unter Präsident Bush bis 2009 entlassen wurden
- 9 von 160 Gefangenen, die unter Präsident Obama seit 2009 entlassen wurden

Laut einer Berechnung von The New York Times kostete der Betrieb des Gefangenenlagers im Jahr 2018 mehr als 540 Millionen Dollar – 13 Millionen U.S. Dollar pro Häftling. Die Pressesprecherin des Weißen Hauses Jen Psaki gab im Februar 2021 bekannt, dass US-Präsident Joe Biden die Schließung bis zum Ende seiner Amtszeit anstrebe.

## Rolle anderer Staaten
Die britische Organisation Reprieve ermittelte durch Abgleich von Flugprotokollen der portugiesischen Behörden mit Informationen aus dem US-Verteidigungsministerium über die Ankunft der Gefangenen in Guantánamo, dass 728 von insgesamt 774 Gefangenen durch das Staatsgebiet oder den Luftraum Portugals dorthin verbracht wurden. Die portugiesische Regierung bestreitet das.

## Filmische Rezeption
- The Road to Guantanamo. Wettbewerbsfilm auf der Berlinale 2006, Michael Winterbottom. Spielfilm basierend auf wahrer Begebenheit.
- This is Camp X-Ray. Dokumentarfilm von Damien Mahoney, 2005.
- Torture: The Guantanamo Guidebook. In diesem zweiten Teil einer vierteiligen Dokumentarfilmsreihe über Folter werden Freiwillige Befragungstechniken ausgesetzt, die nach Angabe des TV-Senders Channel 4 auch bei Gefangenen in Guantanamo angewendet werden.
- You don’t like the Truth. Dokumentarfilm aus dem Jahr 2010. 4 Tage mit Omar Ahmed Khadr in Guantanamo.
- 5 Jahre Leben. Deutschland 2013. Regie: Stefan Schaller; Drehbuch: Stefan Schaller, David Finck; Kamera: Armin Franzen; Darsteller: Sascha Alexander Gersak, Ben Miles u. a; 96 Minuten; Farbe; Genre: Thriller. FSK ab 12 Jahre.
- Camp X-Ray – Eine verbotene Liebe. USA 2014. Beschreibt die Beziehung zwischen einer Wächterin und einem der Gefangenen. FSK ab 12 Jahre.
- The Report. USA 2019. Thriller. Handelt von Ermittlungen zu den in Guantanamo angewandten Methoden. Regie: Scott Z. Burns
- The Mauritanian. USA 2021. Regie: Kevin Macdonald, Film handelt von der Haft von Mohamedou Ould Slahi in Guantanamo
- Rabiye Kurnaz gegen George W. Bush. Deutschland 2022. Regie: Andreas Dresen; Drehbuch: Laila Stieler; Kamera: Andreas Höfer; Darsteller: Meltem Kaptan, Alexander Scheer u. a; 118 Minuten; Farbe; Genre: Drama. FSK ab 6 Jahre.

## Musikalische Rezeption
In seiner 2004 erscheinen Single Alles O.K. in Guantanamo Bay behandelt der Liedermacher Reinhard Mey die Zustände des Lagers auf satirische Weise.
2015 verweist der Rapper Timi Hendrix gemeinsam mit seinem Featuregast Alligatoah in Schlaflos in Guantanamo auf die Gegebenheiten im Gefangenenlager. Stilmittel hierbei sind Sarkasmus und ein krasser Gegensatz zwischen fröhlicher Melodie und Inhalt.

### Medienberichte
- Cuba? It was great, say boys freed from US prison camp, The Guardian, 6. März 2004
- Linda Staude: Vertraulicher Bericht des Roten Kreuzes: „Guantanamo ist ‚eine Form der Folter‘.“ (Memento vom 20. Dezember 2008 im Internet Archive), ARD-Studio, New York, 30. November 2004
- Florian Klenk: Operation Nasenschlauch: UN-Ermittler untersuchen neue Vorwürfe aus Guantánamo – und werden von den USA daran gehindert. Die Zeit, Nr. 48, 24. November 2005
- Ronald D. Rotunda: Frische Datteln für die Häftlinge, Süddeutsche Zeitung, 2. Januar 2006 (über den Häftlingsalltag in Guantanamo)
- The Road to Condemning Guantanamo (Memento vom 2. März 2008 im Internet Archive) (Post-World War II Revisionism and the European Zeal to Shut Down Guantanamo) by John Rosenthal (Claremont Institute)
- Analyse der Guantanamo-Dokumente bei Spiegel Online
- Ausgeblendet – Die Gefangenen von Guantánamo Bay (Radio-Feature bei Deutschlandradio Kultur)
- Interview mit dem früheren Guantanamo-Häftling Sami Al Hajj: „Selbst die Wärter waren Gefangene“. Qantara.de, 19. Januar 2012